# سوزان بلومنتال
سوزان بلومنتال (بالإنجليزية: Susan Blumenthal)‏ هي طبيبة نفسية أمريكية، ولدت في 1951.